# Lophotoma diagrapha
Lophotoma diagrapha là một loài bướm đêm trong họ Erebidae.